# Do I Make You Proud
Do I Make You Proud è un brano musicale soul-pop scritta per il vincitore della quinta edizione di American Idol Taylor Hicks, da Tracy Ackerman, Andy Watkins e Paul Wilson del team produttivo Absoulute, che hanno prodotto il brano insieme a Dave Way. Il brano è stato pubblicato come primo singolo estratto dall'album Taylor Hicks e pubblicato il 13 giugno 2006 dalla Arista Records.

## Tracce
CD-Single J 82876 85833 2 (Sony BMG)
1. Do I Make You Proud - 4:10
2. Takin' It To The Streets - 3:37

## Classifiche
| Classifica (2006)    | Posizione più alta |
| -------------------- | ------------------ |
| Canada               | 1                  |
| US Billboard Hot 100 | 1                  |
| US Billboard Pop 100 | 1                  |